# Lokalny Obłok Międzygwiazdowy

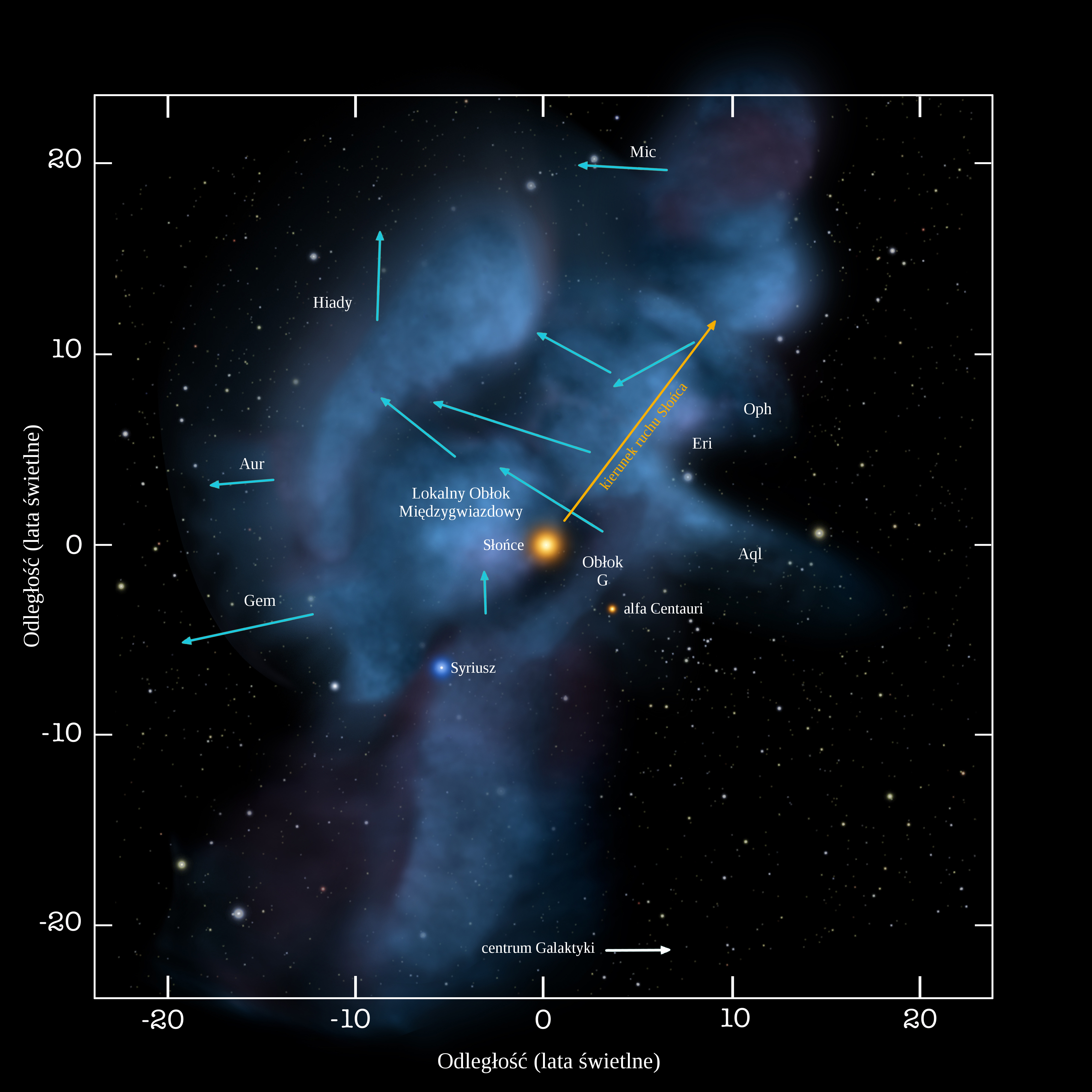
Diagram ukazujący bliskie obłoki materii międzygwiazdowej oraz kierunki ich ruchu (niebieskie strzałki)

Lokalny Obłok Międzygwiazdowy – obłok międzygwiazdowy o rozmiarach około 30 lat świetlnych, w którym porusza się obecnie Układ Słoneczny. Układ Słoneczny wszedł do Lokalnego Obłoku Międzygwiazdowego pomiędzy 44 000 a 150 000 lat temu i pozostanie w nim jeszcze od 10 000 do 20 000 lat. Temperatura obłoku wynosi około 6000 °C, czyli jest porównywalna z temperaturą powierzchni Słońca. Jest bardzo rozrzedzony, jego gęstość wynosi 0,1 atomu na cm³ czyli około 1/5 gęstości galaktycznego ośrodka gwiazdowego (0,5 atomu/cm³), ale dwa razy gęstszy niż gaz w Bąblu Lokalnym (0,05 atomu/cm³). Dla porównania atmosfera ziemska w warunkach standardowych ma 2,7×1019 molekuł na cm³.
Obłok porusza się po zewnętrznej stronie regionu gwiazdotwórczego (asocjacji OB), jakim jest asocjacja Skorpiona-Centaura. Uformował się w miejscu, gdzie Bąbel Lokalny spotkał się z bąblem Loop I. Słońce jest osadzone w Obłoku Lokalnym, podobnie jak inne bliskie mu gwiazdy, jak alfa Centauri, Altair, Wega, Fomalhaut i Arktur.
Potencjalny wpływ Lokalnego Obłoku Międzygwiazdowego na Ziemię jest neutralizowany przez wiatr słoneczny i pole magnetyczne Słońca.
Oddziaływanie z heliosferą jest analizowane przez satelitę Interstellar Boundary Explorer (IBEX).